# 三兄弟山
62°15′S 58°41′W / 62.250°S 58.683°W
三兄弟山（英語：Three Brothers Hill）是南極洲的山峰，位於南設得蘭群島的喬治王島，處於波特灣東部，海拔高度210米，由蘇格蘭地質學家命名，現時由南極條約體系管理。